# 남승민 (1976년)
남승민(본명:권용철, 1976년 ~ )은 대한민국의 배우이다. 배우 남성훈의 아들이다.

## 학력
- 1994년 한국예술종합학교 연극원

## 출연작

### TV 드라마
- 1998년 KBS2 《바람처럼 파도처럼》
- 1999년 KBS1 《사람의 집》
- 1999년 KBS2 《누룽지 선생과 감자 일곱개》
- 2001년 MBC 《홍국영》
- 2001년 SBS 《엄마를 찾습니다》
- 2002년 SBS 《이 부부가 사는 법》
- 2003년 SBS 《완전한 사랑》
- 2004년 SBS 《파리의 연인》
- 2004년 SBS 《소풍가는 여자》
- 2005년 MBC 《영재의 전성시대》
- 2006년 SBS 《사랑과 야망》
- 2007년 SBS 《내 남자의 여자》